# Ribeirão da Barrinha
Der Ribeirão da Barrinha ist ein etwa 36 km langer linker Nebenfluss des Rio Tibaji im Inneren des brasilianischen Bundesstaats Paraná.

## Geografie

### Lage
Das Einzugsgebiet des Ribeirão da Barrinha befindet sich auf dem Segundo Planalto Paranaense (Zweite oder Ponta-Grossa-Hochebene von Paraná).

### Verlauf
Sein Quellgebiet liegt im Munizip Ipiranga auf 969 m Meereshöhe etwa 3 km westlich der Ortschaft Potreiro Grande in der Nähe der BR-153. 
Der Fluss verläuft überwiegend in südöstlicher Richtung. Nach etwa 15 km verlässt er Ipiranga und wechselt nach Tibagi. Kurz nachdem sich sein Lauf mit der Rodovia do Café (BR-376) gekreuzt hat, mündet er auf 774 m Höhe von links in den Rio Tibaji. Er ist etwa 36 km lang.

### Munizipien im Einzugsgebiet
Am Ribeirão da Barrinha liegen die zwei Munizipien Ipiranga und Tibagi.